# Тимофєєв Сергій Михайлович
Сергі́й Миха́йлович Тимофє́єв (1894, Саратов—1972, Москва) — радянський воєначальник, генерал-майор танкових військ (09.11.1941).

## Життєпис
У 1914 році закінчив 1-й курс Московського будівельного технікуму. У 1916 році закінчив Саратовську школу прапорщиків.
У лавах Червоної армії з лютого 1919 року — начальник кулеметної команди 1-го Московського караульного батальйону. У 1920 році закінчив Вищу бронетанкову школу. Учасник громадянської війни в Росії, перебував на командних посадах.
З вересня 1925 по жовтень 1926 року — слухач Вищої тактично-стрілецької школи командного складу РСЧА ім. III Комінтерну («Постріл»).. Член ВКП(б) з 1926 року.
З жовтня 1926 року — командир 3-го автобронедивізіона. З лютого 1928 року — помічник начальника відділу бойової підготовки штабу Московського військового округу. З жовтня 1929 року — для доручень при інспекторі броневих сил РСЧА, а з грудня того ж року — помічник начальника 1-го відділення навчально-стройового відділу Управління механізації і моторизації РСЧА.
У 1932 році закінчив Військову академію РСЧА імені М. В. Фрунзе.
З жовтня 1934 року — начальник штабу Московської танко-технічної школи, а з квітня 1936 року — помічник начальника цієї школи з навчально-стройової частини. У грудні 1935 року присвоєне військове звання полковник.
З серпня 1938 року обіймав посаду начальника автобронетанкових військ Приволзького військового округу.
З травня по грудень 1941 року — начальник автобронетанкового відділу 21-ї армії Південно-Західного фронту.
З грудня 1941 по червень 1942 року — заступник командувача 38-ю армією Південно-Західного фронту по автобронетанковим військам. Був контужений.
У липні — листопаді 1942 року — начальник Київського танко-технічного училища імені Маршала Радянського Союзу С. К. Тимошенка.
З 1943 року — начальник 2-го Саратовського танкового училища.
У травні 1948 року генерал-майор танкових військ С. М. Тимофєєв звільнений у запас за станом здоров'я з правом носіння військової форми. Мешкав у Москві, де й помер. Похований на Введенському кладовищі.

## Нагороди
Нагороджений орденом Леніна (21.02.1945), двома орденами Червоного Прапора (06.11.1941, 03.11.1944), орденами Червоної Зірки (15.12.1943), «Знак Пошани» (1937), югославським орденом «За заслуги перед народом» 1-го ступеня (1946) і медалями.